# Luteinizirajući hormon
Luteinizirajući hormon (LH, ili lutropin) je hormon koga proizvodi prednja  hipofiza. Kod žena, akutno povišenje LH nivoa (LH talas) izaziva ovulaciju i razvoj žutog tela. Kod muškaraca, gde se LH takođe naziva interstitinalni hormon stimulacije ćelija (ICSH), on stimuliše Leidigove ćelije da proizvode testosteron.

## Struktura
je heterodimerni glikoprotein. Svaka monomerna jedinica je glikoproteinski molekul. Alfa i beta podjedinica sačinjavaju potpuno funkcionalni protein.
Njegova struktura je slična drugim glikoproteinskim hormonima, kao što su folikulostimulišući hormon (FSH), tireostimulišući hormon (TSH), i Humani horionski gonadotropin (hCG). Proteinski dimer sadrži 2 glikopeptidne podjedinice, alfa i beta, koje su ne-kovalentno vezane (i.e., bez disulfidnih mostova između njih):
- Alfa podjedinice hormona LH, FSH, TSH, i hCG su identične, i sadrže 92 aminokiseline kod čoveka, a 96 aminokiselina kod skoro svih drugih kičmenjaka (glikoproteinski hormoni ne postoje kod beskičmenjaka).
- Beta podjedinice variraju. LH poseduje beta podjedinicu sa 121 aminokiselina (LHB) koja daje specifičnu biološku aktivnost, i koja je odgovorna za specifičnost interakcije sa  receptoromom. Aminokiselinska sekvenca beta podjedinice je visoko homologna sa beta podjedinicom hormona . Oba hormona stimulišu isti receptor. Međutim, hCG beta podjedinica sadrži dodatne 24 aminokiseline, i ova dva hormona se razlikuju u sadržaju njihovih šećera.

## Literatura
1. ↑  lutropin у речнику
2. ↑  Fiziologija na  5/5ch9/s5ch9_5
3. ↑  Louvet J, Harman S, Ross G (1975). „Effects of human chorionic gonadotropin, human interstitial cell stimulating hormone and human follicle-stimulating hormone on ovarian weights in estrogen-primed hypophysectomized immature female rats”. Endocrinology. 96 (5): 1179—86. PMID 1122882. doi:10.1210/endo-96-5-1179.
4. ↑  Fiziologija na  5/5ch8/s5ch8_5

## Spoljašnje veze
- Luteinizing+Hormone на 